# (5809) Kulibin
(5809) Kulibin es un asteroide perteneciente al cinturón de asteroides, región del sistema solar que se encuentra entre las órbitas de Marte y Júpiter, más concretamente a la familia de Coronis, descubierto el 4 de septiembre de 1987 por Liudmila Zhuravliova desde el Observatorio Astrofísico de Crimea (República de Crimea).

## Designación y nombre
Designado provisionalmente como 1987 RG6. Fue nombrado Kulibin en homenaje a Ivan Petrovich Kulibin, brillante ingeniero mecánico autodidacta ruso. Diseñó piezas de relojería originales, planeó un puente sobre el río Neva y construyó varios dispositivos para ahorrar mano de obra.

## Características orbitales
Kulibin está situado a una distancia media del Sol de 2,874 ua, pudiendo alejarse hasta 2,998 ua y acercarse hasta 2,750 ua. Su excentricidad es 0,043 y la inclinación orbital 3,501 grados. Emplea 1779,75 días en completar una órbita alrededor del Sol.

## Características físicas
La magnitud absoluta de Kulibin es 12,9. Tiene 7,757 km de diámetro y su albedo se estima en 0,328. 